# Tyska välfärdsmedaljen

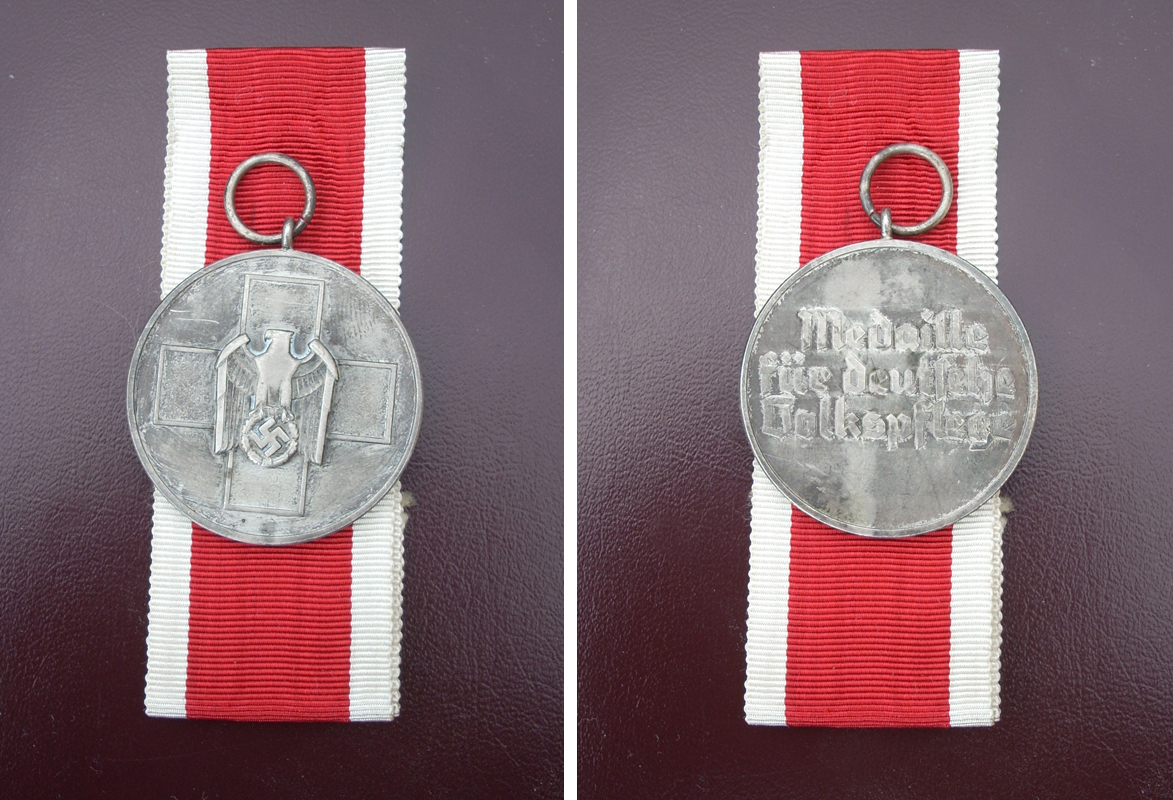
Tyska välfärdsmedaljen.

Tyska välfärdsmedaljen (tyska Ehrenzeichen für deutsche Volkspflege) var en utmärkelse som instiftades av Adolf Hitler den 1 maj 1939. Medaljen förlänades åt personer som gjort betydande insatser inom bland annat tysk sjukvård, välfärd, räddningstjänst samt Nationalsozialistische Volkswohlfahrt.